# Imoro Lukman
Imoro Lukman (4 ottobre 1984) è un ex calciatore ghanese, di ruolo centrocampista.